# Anta Sports.
Anta Sports Products Limited — китайская промышленная компания, расположенная в г. Цзиньцзян. Основана в 1994 г. Деятельность компании включает в себя дизайн, развитие, производство и маркетинг спортивной одежды, обуви и аксессуаров под собственным брендом.

## История
ANTA Group была основана в 1991 году и официально запустила бренд ANTA в 1994 году. Компания Anta Sports была основана Динг Шичжонгом в 1994 году с целью улучшения финансового положения своей семьи. В 2008 году Олимпийский комитет предоставил компании Anta возможность для расширения бизнеса и продвижения спортивной обуви компании в рамках летней олимпиады в Пекине.
В 2007 году Anta Sports вышла на Гонконгскую биржу с первичным публичным предложением цены в 5.28 гонконских долларов за акцию. В 2009 году компания приобрела у Belle International торговую марку Fila.  С момента приобретения торговой марки Fila, компания ведёт бизнес на материковом Китае, в Гонконге и Макао.  Компания также владеет магазинами Descente и Sprandi в Китае, а также Kolon Sport и Kingkow на материковом Китае, Гонконге и Макао.  В декабре 2018 года инвесторы Anta Sports, FountainVest Partners, Anamered Investments и Tencent объявили о добровольном рекомендованном публичном тендере на все выпущенные и находящиеся в обращении акции Amer Sports Corporation. В 2019 году компания Anta Sports приобрела компанию Amer Sports.

## Спонсорство
Anta Sports является официальным поставщиком и спонсором многочисленных команд, игроков и ассоциаций. Кевин Гарнетт с августа 2010 года заключил спонсорское соглашение с компанией Anta. Клэй Томпсон подписал спонсорское соглашение с Anta в феврале 2015 года. Также, на спонсорстве у Anta числятся Гордон Хэйуорд, Рэджон Рондо, Луис Скола, Мэнни Пакьяо и др., в прошлом являлась спонсором Парсонса Чендлера. Anta спонсирует 26 национальных команд Китая в зимних видах спорта, боксе, гимнастики, тяжёлой атлетике, борьбе, дзюдо, сёрфинге, водном поло, гольфе и др. Также Anta является официальным партнером китайского Олимпийского комитета с 2009 по 2024 год, а также Олимпийских зимних игр в Пекине в 2022 году и Паралимпийских зимних Игр.